# Bahnhof Tajimi
Der Bahnhof Tajimi (jap. 多治見駅, Tajimi-eki) ist ein Bahnhof auf der japanischen Insel Honshū. Er wird von der Bahngesellschaft JR Central betrieben und befindet sich in der Präfektur Gifu auf dem Gebiet der Stadt Tajimi.

## Verbindungen
Tajimi ist ein Trennungsbahnhof an der Chūō-Hauptlinie, einer der bedeutendsten Bahnstrecken Japans, die Nagoya mit Shiojiri, Kōfu und Tokio verbindet. Außerdem zweigt hier die Taita-Linie nach Mino-Ōta ab. Beide Linien werden von der Bahngesellschaft JR Central betrieben.
Auf der Chūō-Hauptlinie verkehren Shinano-Schnellzüge im Stundentakt von Nagoya über Shiojiri nach Nagano. Es verkehren auch bis zu drei Eilzüge stündlich zwischen Nagoya und Nakatsugawa, wobei ein Teil von ihnen bereits in Mizunami wendet. Hinzu kommen mehrere Home Liner, Eilzüge mit reservierten Sitzplätzen. Lokalzüge mit Halt an allen Bahnhöfen werden zwei- bis dreimal stündlich zwischen Tajimi und Nagoya angeboten, während der morgendlichen Hauptverkehrszeit bis zu sieben Mal. Auf der Taita-Linie gibt es einen angenäherten Halbstundentakt nach Gifu, hinzu kommen Verstärkerzüge bis Mino-Ōta.
Tajimi ist auch ein bedeutender Knotenpunkt des lokalen und regionalen Busverkehrs. Neben dem südlichen Bahnhofsvorplatz steht ein Busterminal mit fünf Bussteigen. Hier halten zwei Dutzend Linien der Gesellschaften Tōtetsu Bus, Tajimi City Community Bus und Chūō Liner. Zehn weitere Linien von Tōtetsu Bus bedienen die Haltestellen auf dem nördlichen Bahnhofsvorplatz.

## Anlage
Der Bahnhof steht an der Grenze zwischen den zentralen Stadtteilen Honmachi im Süden und Otowachō im Norden. Das eigentliche Stadtzentrum mit Bürogebäuden, öffentlichen Einrichtungen und Einkaufsstraßen erstreckt sich vom südlichen Bahnhofsvorplatz bis zum Nordufer des Flusses Toki. In neuerer Zeit ist auf der Nordseite rund um das Rathaus ein weiterer Siedlungsschwerpunkt entstanden. Unmittelbar an den südlichen Eingangsbereich des Bahnhofs angebaut ist das Einkaufszentrum ASTY Tajimi, das einer Tochtergesellschaft von JR Central gehört.
Die Anlage ist annähernd von Nordosten nach Südwesten ausgerichtet und umfasst acht ebenerdige Gleise, von denen fünf dem Personenverkehr dienen. Diese liegen an zwei Mittelbahnsteigen und einem leicht davon versetzten Seitenbahnsteig. Alle drei sind vollständig überdacht. Über sie spannt sich das Empfangsgebäude in Form eines Reiterbahnhofs, wobei der Zugang zu den Bahnsteigen mittels Treppen, Rolltreppen und Aufzügen erfolgt. An den Reiterbahnhof angebaut ist eine breite, frei zugängliche und gedeckte Fußgängerpassage, welche die Verbindung zwischen dem südlichen und nördlichen Bahnhofsvorplatz herstellt.
Das nördlichste Gleis ist ein Ausziehgleis, das dem Schienengüterverkehr vorbehalten ust. Auf dem dazu gehörenden Ladeplatz können Container beladen und entladen werden. Er wird von JR Freight betrieben und kann Züge mit einer Länge von bis zu acht Wagen aufnehmen. Längere Züge werden nicht aufgeteilt, sondern die Be- und Entladung erfolgt durch schrittweises Verschieben.
Im Fiskaljahr 2018 nutzten durchschnittlich 13.611 Fahrgäste täglich den Bahnhof.

## Bilder

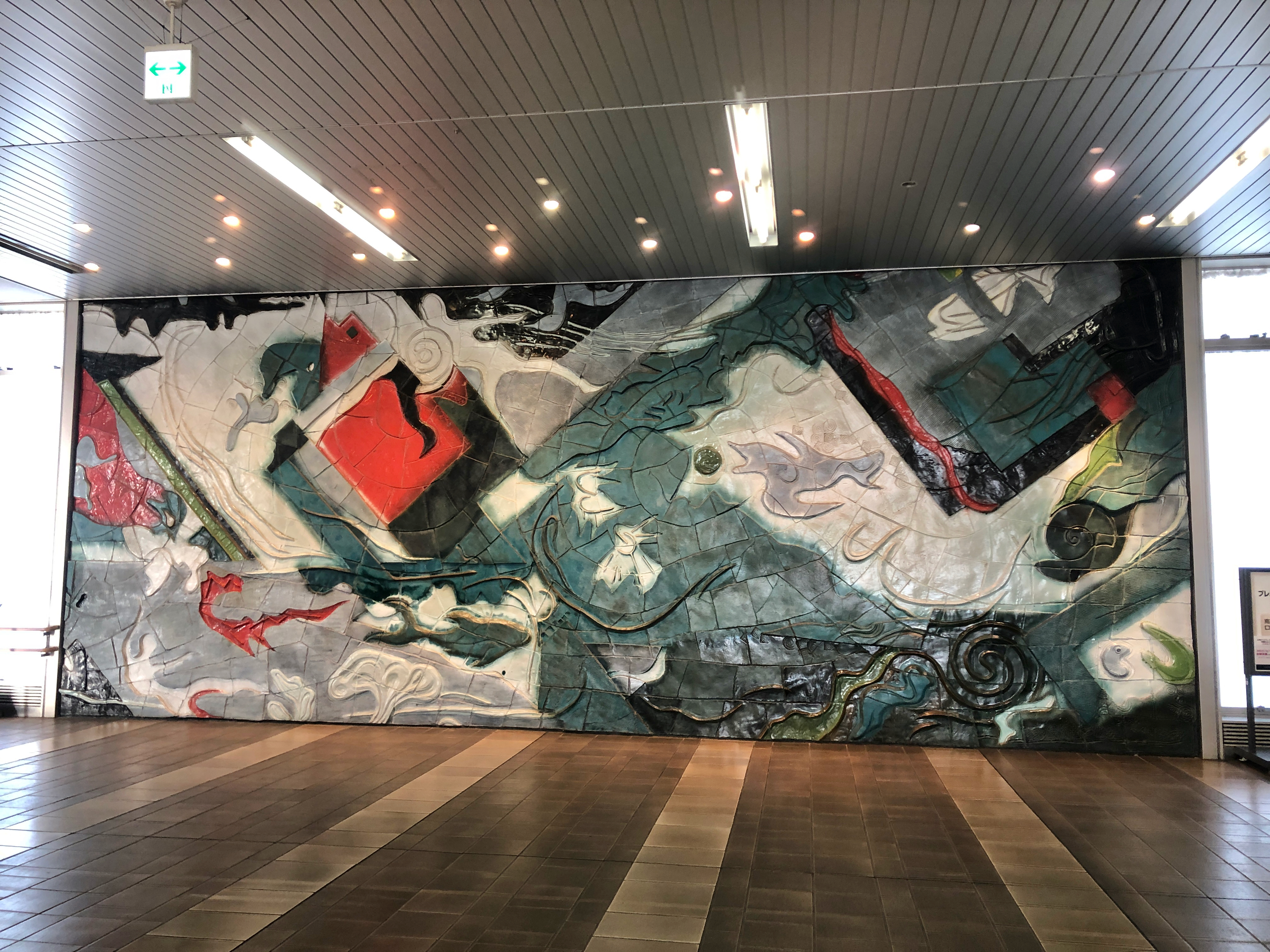
Keramikkunstwerk in der Haupthalle
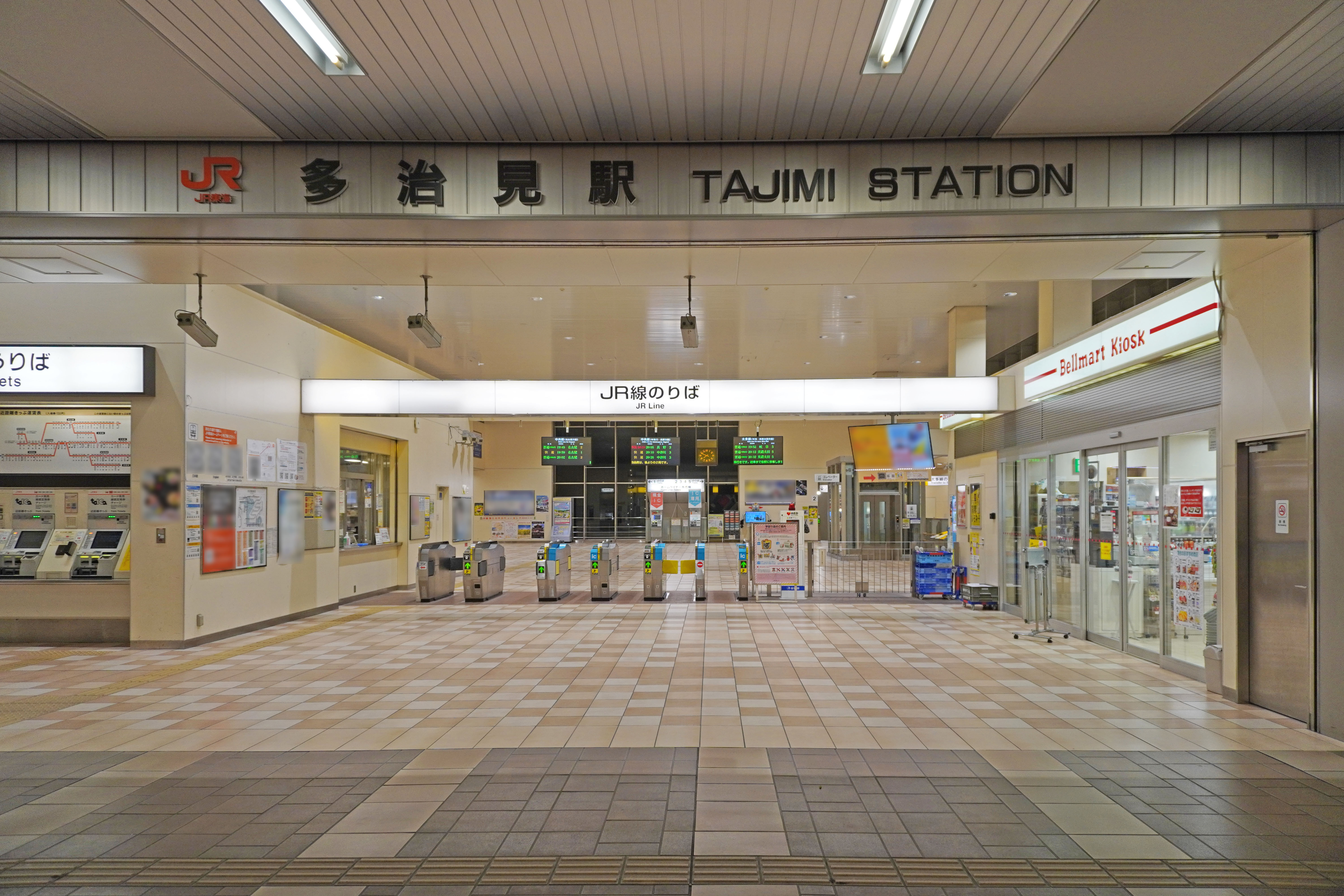
Bahnsteigsperren
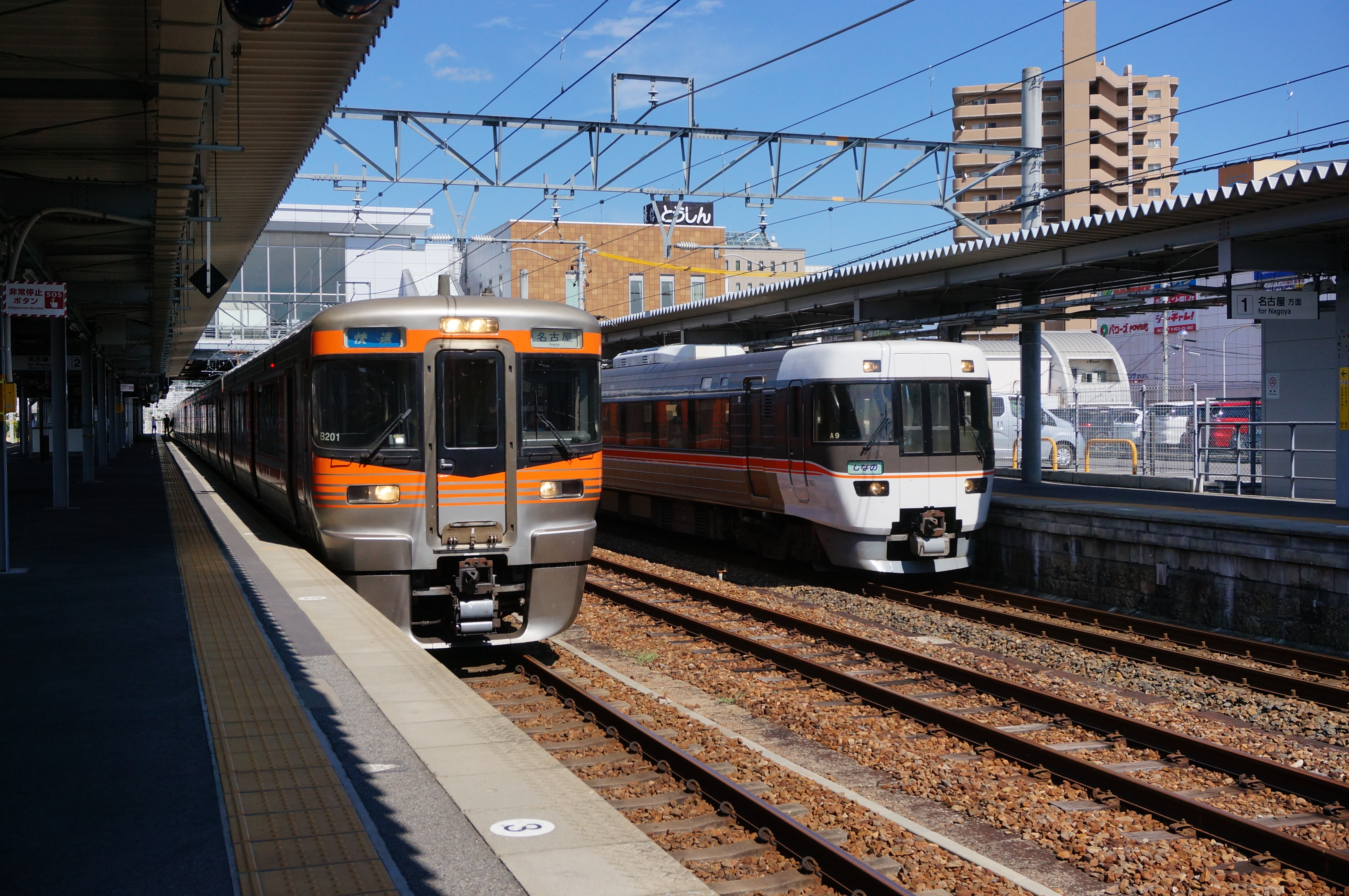
Züge der Chūō-Hauptlinie
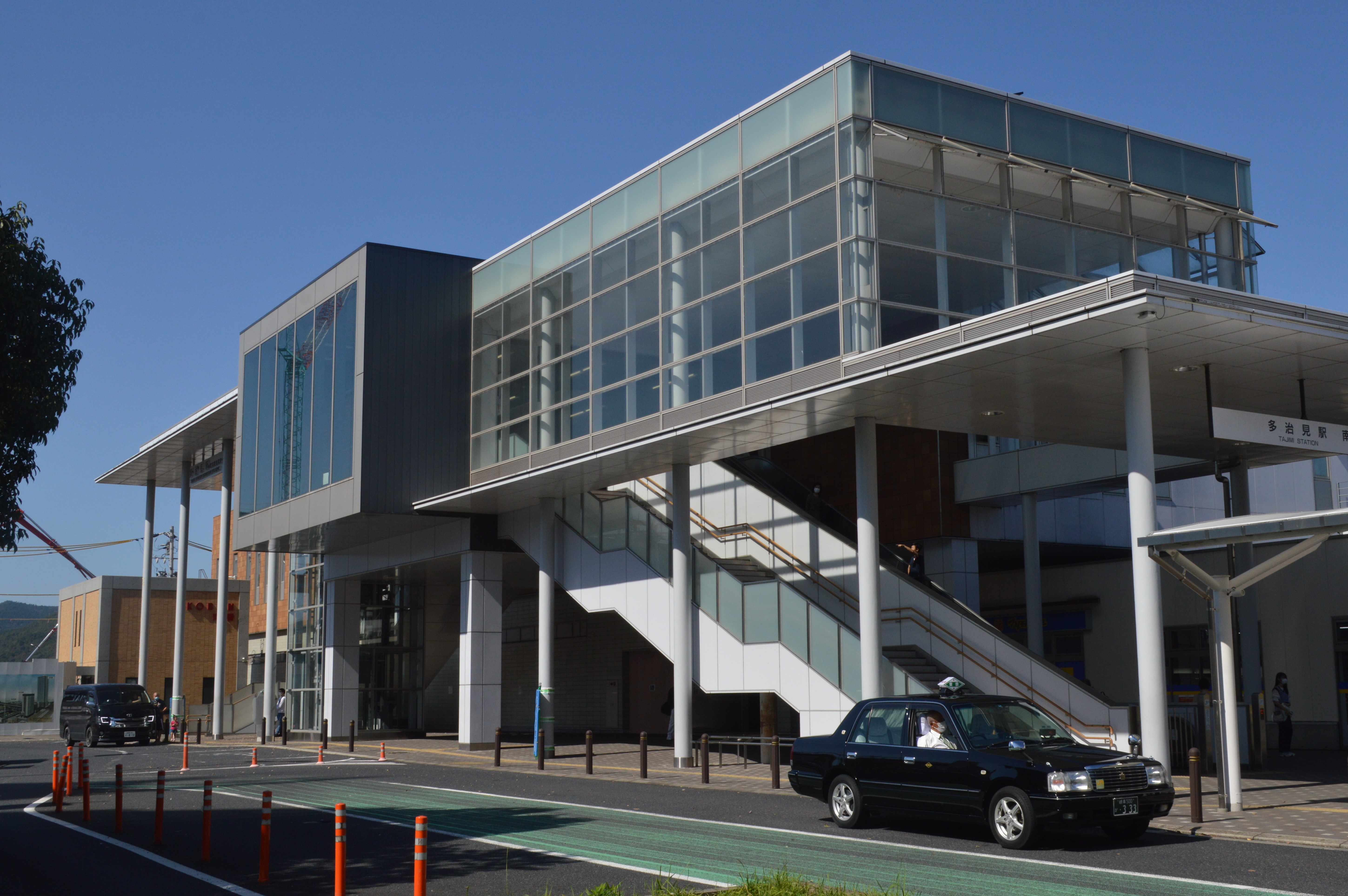
Zugang von der Nordseite
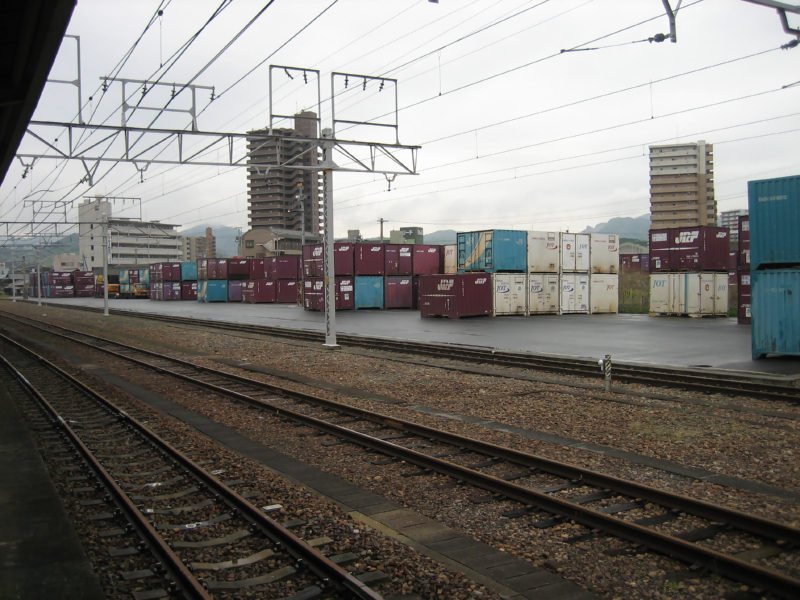
Containerladeplatz

## Gleise
| 1/2 | ▉ Chūō-Hauptlinie | Kōzōji • Ōzone • Kanayama • Nagoya    |
| 3   | ▉ Chūō-Hauptlinie | Nakatsugawa • Shiojiri • Kōfu • Tokio |
| 4   | ▉ Chūō-Hauptlinie | (Reservebahnsteig)                    |
| 5   | ▉ Taita-Linie     | Mino-Ōta                              |

## Linien
| Verlauf der Chūō-Hauptlinie |
| --- |
| Takao • Sagamiko • Fujino • Uenohara • Shiotsu • Yanagawa • Torisawa • Saruhashi • Ōtsuki • Hatsukari • Sasago • Kai-Yamato • Katsunuma-budōkyō • Enzan • Higashi-Yamanashi • Yamanashishi • Kasugaichō • Isawa-Onsen • Sakaori • Kōfu • Ryūō • Shiozaki • Nirasaki • Shimpu • Anayama • Hinoharu • Nagasaka • Kobuchizawa • Shinano-Sakai • Fujimi • Suzurannosato • Aoyagi • Chino • Kami-Suwa • Shimo-Suwa • Okaya • Midoriko • Shiojiri • Seba • Hideshio • Niekawa • Kiso-Hirasawa • Narai • Yabuhara • Miyanokoshi • Harano • Kiso-Fukushima • Agematsu • Kuramoto • Suhara • Ōkuwa • Nojiri • Jūnikane • Nagiso • Tadachi • Sakashita • Ochiaigawa • Nakatsugawa • Mino-Sakamoto • Ena • Takenami • Kamado • Mizunami • Tokishi • Tajimi • Kokokei • Jōkōji • Kōzōji • Jinryō • Kasugai • Kachigawa • Shin-Moriyama • Ōzone • Chikusa • Tsurumai • Kanayama • Nagoya Tatsuno-Zweigstrecke: Okaya • Kawagishi • Tatsuno • Shinano-Kawashima • Ono • Shiojiri |

| Verlauf der Taita-Linie                                                     |
| --------------------------------------------------------------------------- |
| Tajimi • Koizumi • Nemoto • Hime • Shimogiri • Kani • Mino-Kawai • Mino-Ōta |

## Geschichte
Das staatliche Eisenbahnamt (das spätere Eisenbahnministerium) eröffnete den Bahnhof am 25. Juli 1900, zusammen mit dem von Nagoya vis hierhin führenden Abschnitt der Chūō-Hauptlinie. Knapp zweieinhalb Jahre lang war Tajimi die Endstation, bis zur Inbetriebnahme das daran anschließenden Teilstücks nach Nakatsugawa am 21. Dezember 1902. Die private Bahngesellschaft Tōnō Tetsudō eröffnete 1918 den ersten Abschnitt der später so bezeichneten Taita-Linie, jedoch endete die Strecke damals nicht im Staatsbahnhof, sondern etwa zweihundert Meter südlich davon im Bahnhof Shin-Tajimi. Acht Jahre später nahm die Tōnō Tetsudō auch die Kasahara-Linie in Betrieb, die zunächst ebenfalls in Shin-Tajimi endete. Am 25. September 1926 wurde die Taita-Linie verstaatlicht und reichte vom selben Tag an bis zum Bahnhof Tajimi. Die Kasahara-Linie wiederum fuhr ab 1. Juni 1937 ebenfalls über Shin-Tajimi hinaus bis nach Tajimi.
1958 zog die Tōnō Tetsudō die Kasahara-Linie nach Shin-Tajimi zurück, wodurch der Anschluss an die beiden übrigen Linien im Bahnhof Tajimi wieder verloren ging (20 Jahre später folgte die Stilllegung dieser Nebenstrecke). Aus Rationalisierungsgründen stellte die Japanische Staatsbahn am 1. November 1986 die Gepäckaufgabe ein. Im Rahmen der Staatsbahnprivatisierung ging der Bahnhof am 1. April 1987 in den Besitz der neuen Gesellschaft JR East über, während JR Freight den Güterverkehr übernahm. Daraufhin wurde das Empfangsgebäude im Hinblick auf das 2. Internationale Keramikfestival renoviert und am 21. Oktober 1989 wiedereröffnet. Es genügte aber weiterhin nicht den Ansprüchen der Barrierefreiheit und behinderte auch die Umsetzung eines umfangreichen Stadtentwicklungsprojekts, weshalb der Beschluss fiel, einen Neubau zu errichten. Ab 2. Februar 2008 stand ein Provisorium zur Verfügung. Die erste Bauetappe war am 1. November 2009 fertiggestellt, die zweite am 11. August 2010.